# 雍和宫
雍和宮位於北京市东城区雍和宫大街，是北京最大的藏传佛教寺院，其南北长400米，占地66000平方米，布局分为东、中、西三路，共有五进院落。其始建于明代，原为太监官房。1694年，清朝康熙皇帝在其旧址上为皇四子雍亲王胤禛（即雍正皇帝）建立了府邸。雍正皇帝即位后，将其前半部改为黄教上院，后半作为行宫，后行宫遇火被焚。1725年，上院改为行宫，正式更名为雍和宫。1744年，雍和宫改为藏传佛教寺院至今。中华人民共和国建立后，其于1957年入选第一批北京市文物保护单位，1961年成为第一批全国重点文物保护单位。

## 历史
康熙三十三年（1694年），清康熙帝在内城东北原明代內官監官房舊址为皇四子胤禛修建了府邸。该府最初称“四爷府”或“禛贝勒府”，胤禛被封为和碩雍親王后改称雍王府。1711年，胤禛之子弘历出生于王府东书院“如意室”。1723年胤禛继位，为雍正帝（1723年－1735年在位）。雍正帝迁入紫禁城后，于雍正三年（1725年）将原雍王府潛邸升格为宫殿，并改名为雍和宫。雍正十三年（1735年），曾在宫内停放雍正帝灵柩，为此将主要殿宇覆瓦升格为黄琉璃瓦。
在雍正帝在位时期，雍和宫的中路和西路即已作为藏传佛教上院使用，章嘉呼图克图活佛居住于此。乾隆帝即位后，于乾隆九年（1744年）将雍和宫中路和东路正式改为藏传佛教寺庙，将主要殿宇改为佛殿，并为寺庙赐名“噶丹敬恰林”。东路行宫继续由皇室使用，后因失火而焚毁。根據《清代雍和宫档案史料》的記載，乾隆十三年三月二十日，内务府衙门交付该处大臣三和要拆毀景山内万福阁，拆后将木砖瓦石等物件运至雍和宫。景山北墙开一大门，运出诸物件。
1961年雍和宫被列入中国国务院批准的全国重点文物保护单位。1983年，雍和宫被定为其中一個汉族地区全国重点寺院。

## 主要建筑
- 牌楼：位于雍和宫中路南端入口处，有牌楼三座，中央的牌楼为三间四柱九楼，题额为“寰海尊亲”和“群生仁寿”，牌楼南为影壁。两侧牌楼为三间四柱七楼。楼柱原为金丝楠木修建，抗戰中日軍占领时期改为水泥柱。牌楼北为辇道，直通雍和宫正门昭泰门。
- 昭泰门：为琉璃随墙门，面阔三间。门内有碑亭两座，以及钟鼓楼。东西为阿斯门，是清朝王府遗留的规制。鼓楼旁有熬制腊八粥的大铜锅，每年农历腊月均在此举行施粥仪式。
- 天王殿：在昭泰门内，单檐歇山顶建筑。原为雍王府正门，后改为佛殿，内供弥勒佛、四大天王和韦陀。殿后院中有铜鼎、御碑亭、铜须弥山、嘛呢杆。
- 正殿：又称雍和宫，原为雍王府银安殿。为七间五进重檐歇山顶建筑，殿前有月台，殿内供奉縱三世佛：燃燈佛（左側）、釋迦佛（中央）和彌勒佛（右側）。[2]东北角为观世音立像，西北角为弥勒佛立像，两侧为十八罗汉。殿外院落有东西配殿四座，又称“四学殿”，即讲经殿、密宗殿、数学殿、药师殿。
- 永佑殿：原为雍王府内门，规制同天王殿。殿内供奉无量寿佛（即阿弥陀佛）、药师佛和狮吼佛。[3]
- 法轮殿：原为雍王府寝殿，殿内布局同紫禁城坤宁宫和沈阳故宫清宁宫类似，即东半部为居住空间，西半部为萨满教佛堂。乾隆时期加以大幅改动，平面布局改为十字形，面阔七间，前后各出五间抱厦。殿顶按照藏传佛教传统设有五座小阁，象征须弥山的五峰。殿内正中莲花台上为藏传佛教格魯派创始人宗喀巴大师的铜像。宗喀巴大师铜像的两侧有两座木质讲经台。1954年，班禅和达赖到北京时在此讲经布道。宗喀巴像背后为木雕五百罗汉山，高近5米，长3．5米，厚30厘米，由紫檀木雕镂而成，上放置有五百尊由金、银、铜、铁、锡铸造而成的罗汉像。五百罗汉山前有一金丝楠木雕成的木盆，传为乾隆帝的“洗三盆”。[4]
- 万福阁：位于法轮殿之后，原为雍王府后罩楼。楼高三层，七间五进，重檐歇山顶，两旁是永康阁和延绥阁。三座楼阁之间有飞阁复道凌空连接，宛如仙宫楼阙，是唐朝至辽金时代佛教建筑的典型风格，也是中国现存古建筑中飞阁复道的仅存实例。万福阁内有一尊高18米、宽8米的弥勒佛站像，身体主体部分用整根白檀木雕成（整木高26米，地下埋入8米，地面上高18米），为七世达赖进贡（康熙年间，清政府帮助达赖镇压西藏暴乱，实现政教一统）。[5]
- 阿嘉仓：位于昭泰门外，辇道两侧，是历代活佛的佛仓（即住所）。西侧有佛仓三座，自南向北为洞阔尔呼图克图佛仓、萨木萨呼图克图佛仓和诺门罕呼图克图佛仓。东侧有佛仓一座，即阿嘉呼图克图佛仓。此外，在中路东侧还有佛仓三座，即土观呼图克图佛仓、济隆呼图克图佛和果蟒呼图克图佛仓。

万福阁东厢铜铸照佛、法轮殿紫檀木雕五百罗汉山、万福阁白檀香木雕刻弥勒佛像并称为“雍和宫三宝”。

## 图片

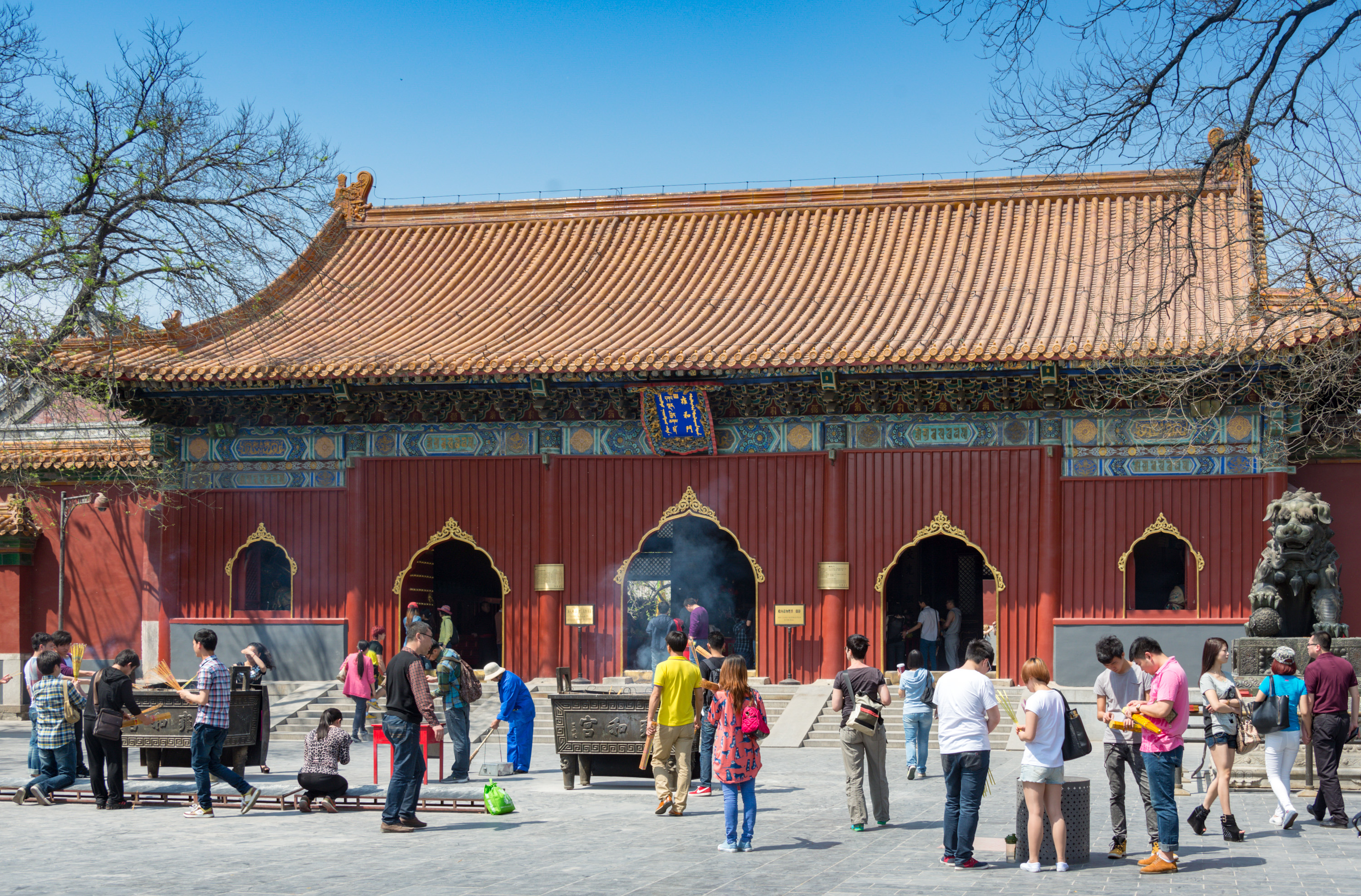
雍和门
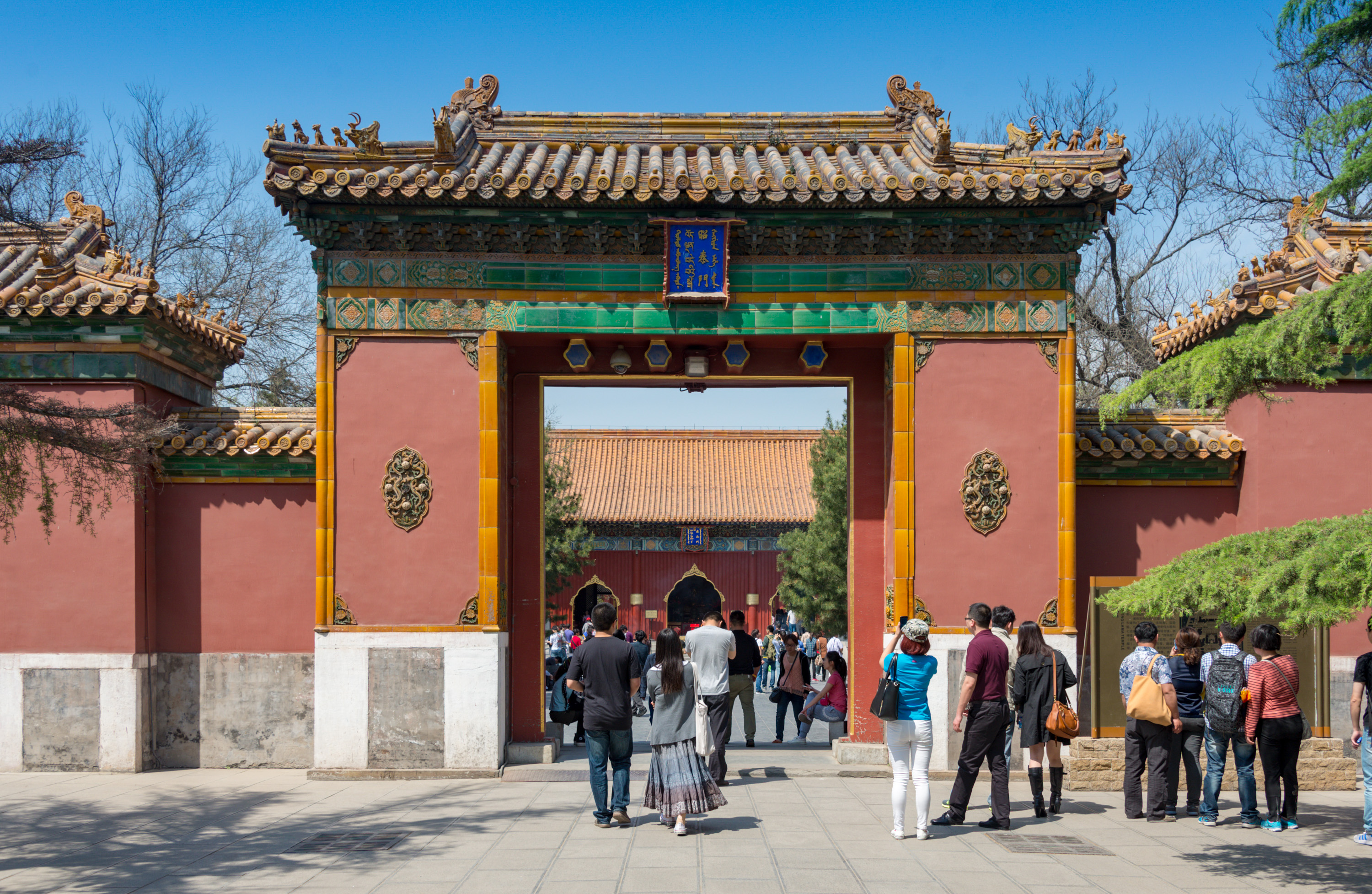
昭泰门
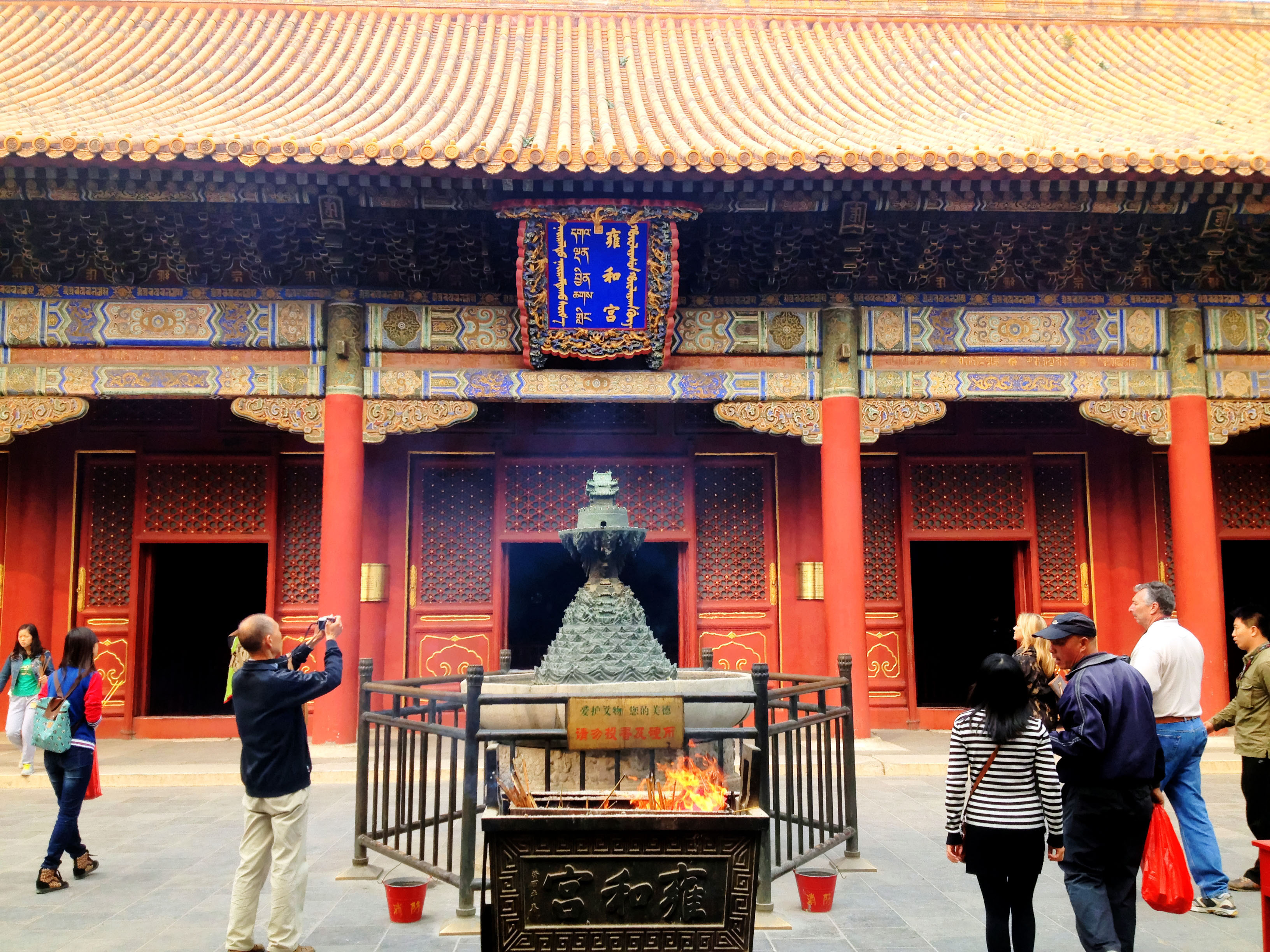
正殿
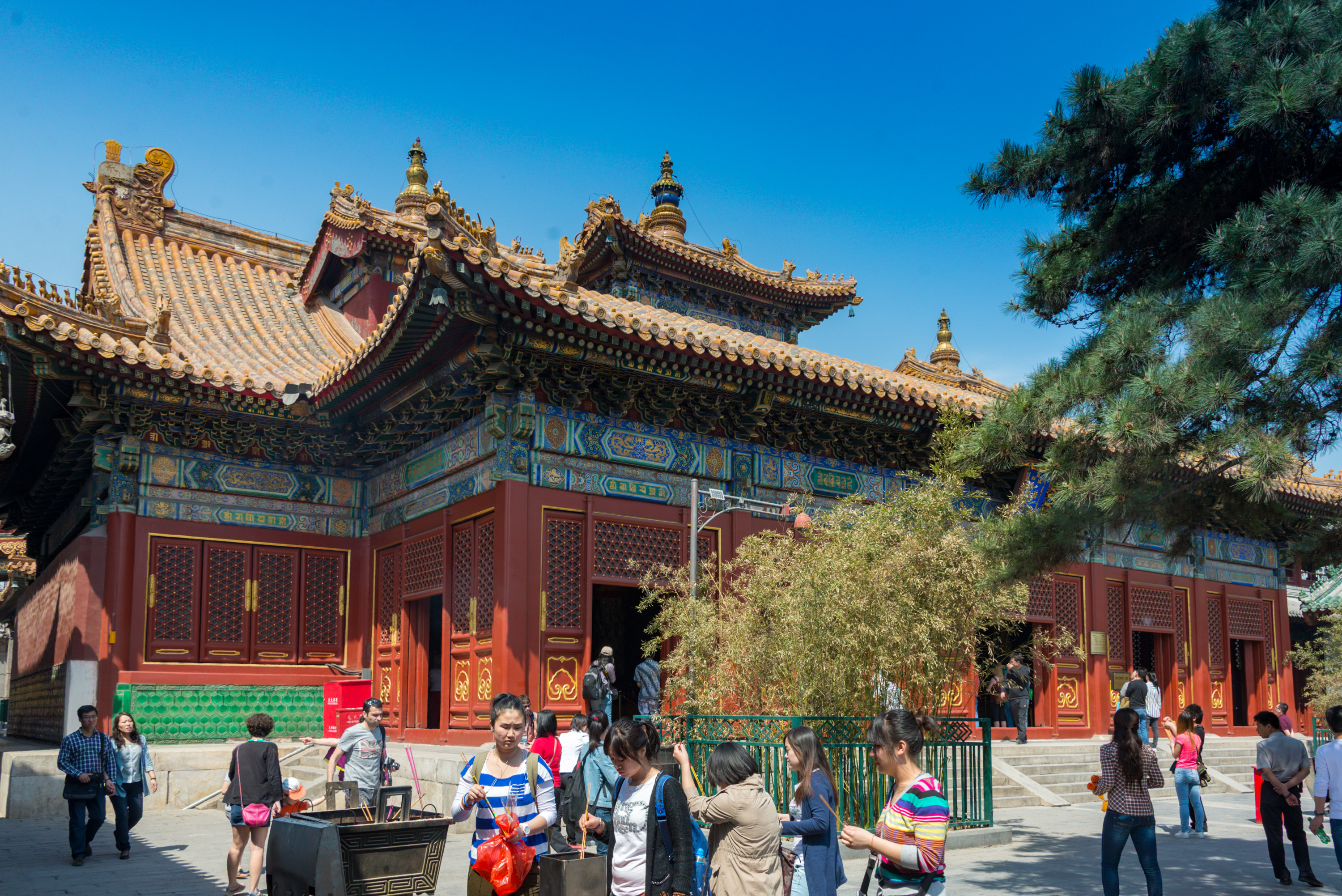
法轮殿
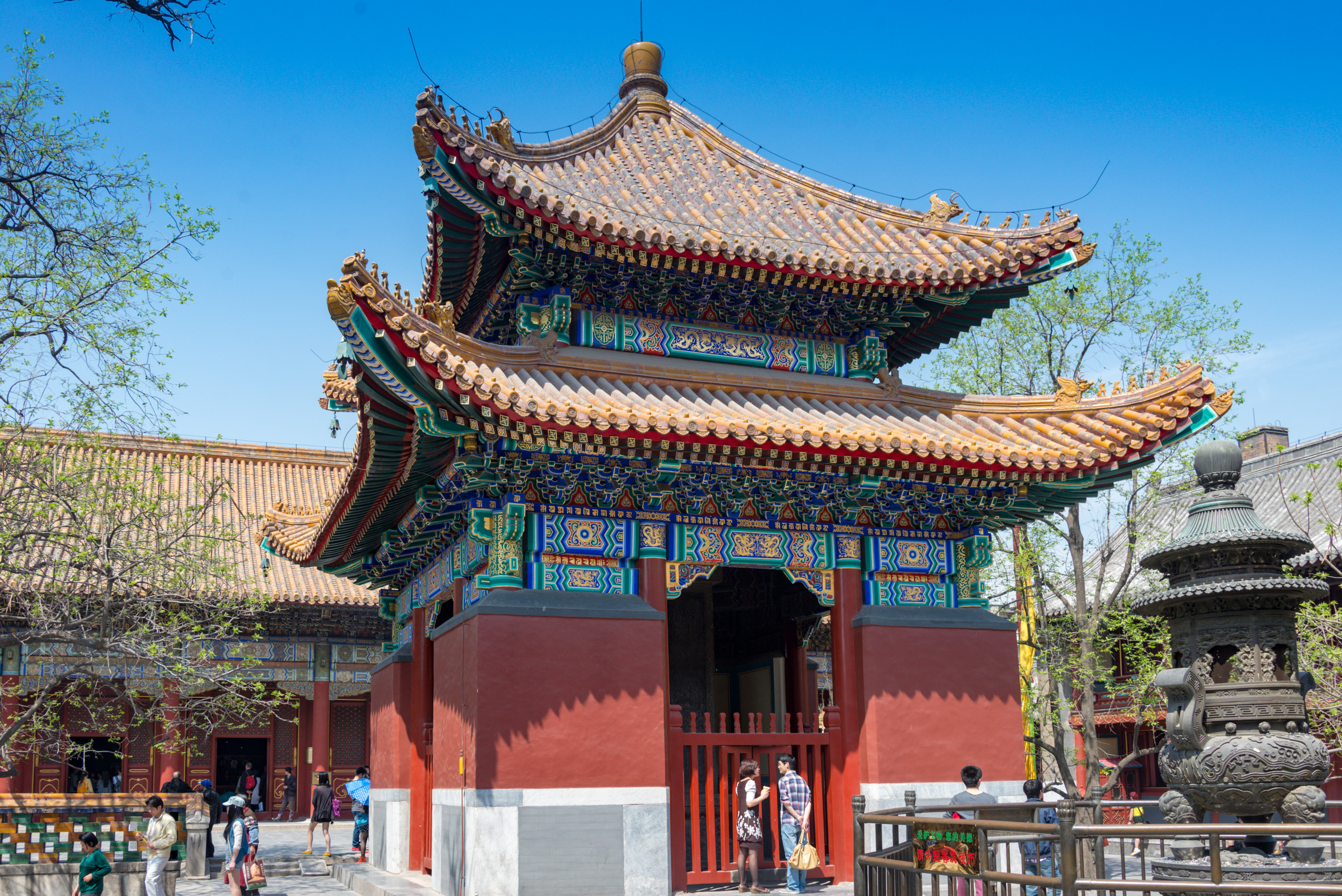
碑亭
萬福閣
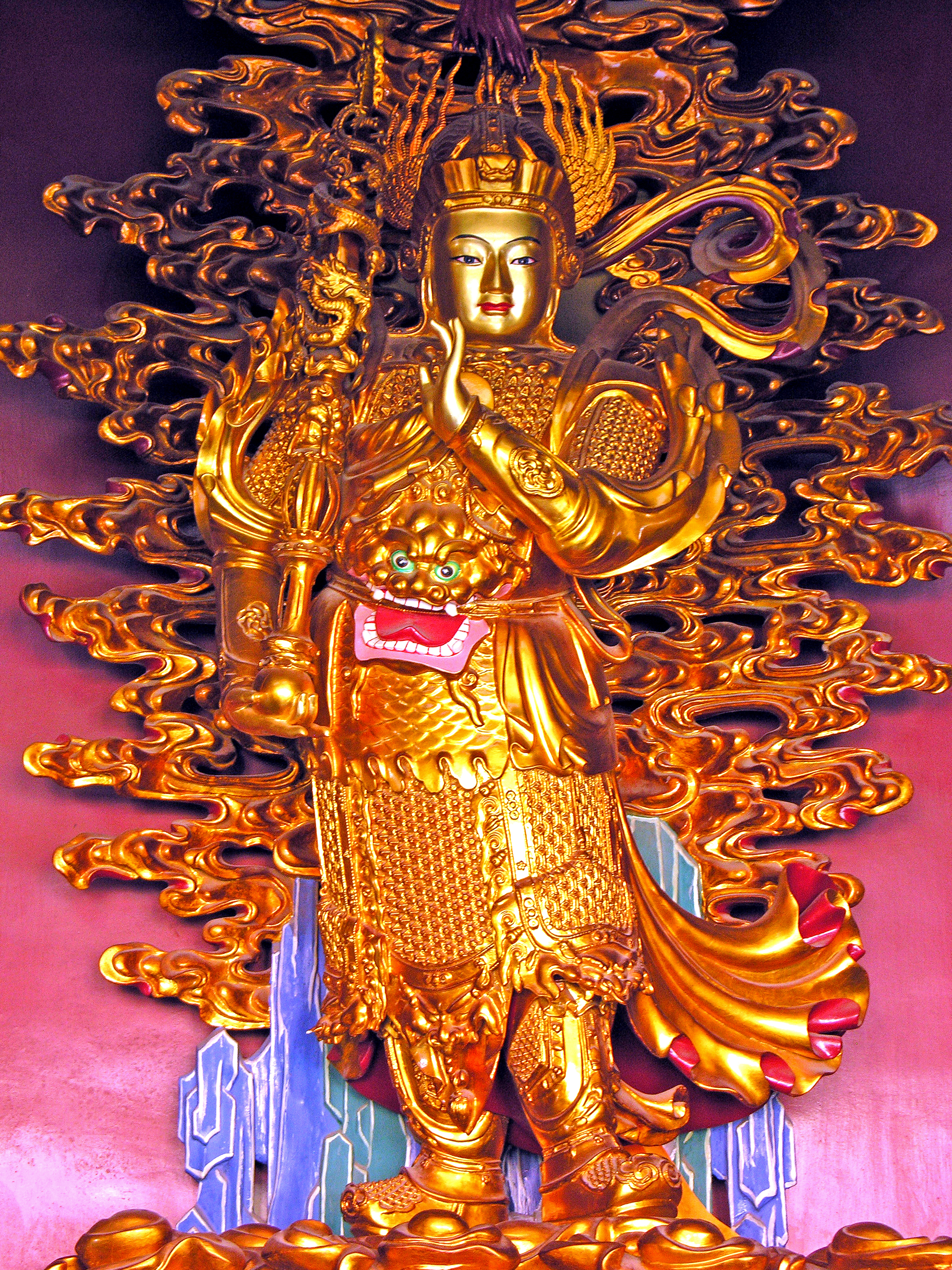
天王殿内的護法神韋馱
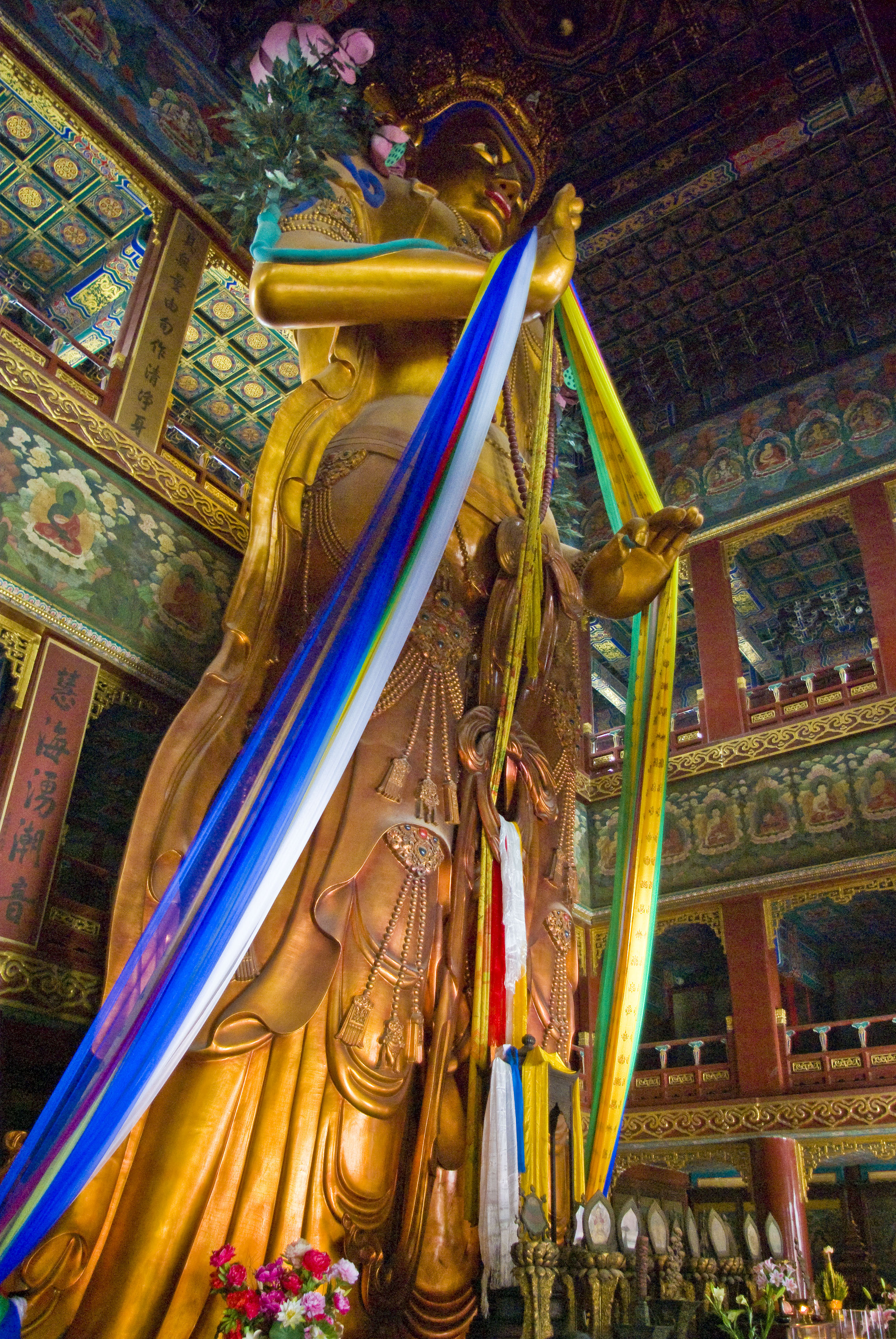
白檀木彌勒大佛
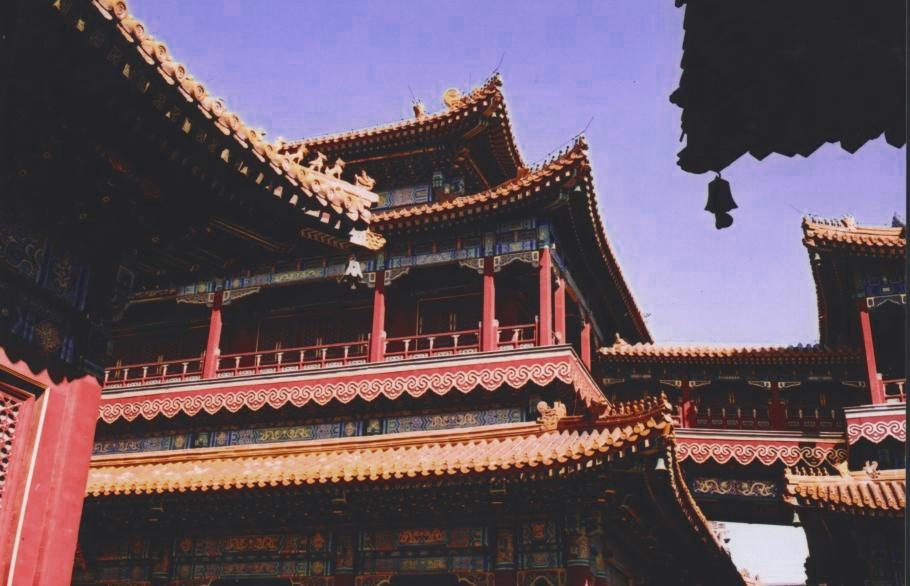
萬福閣飞桥
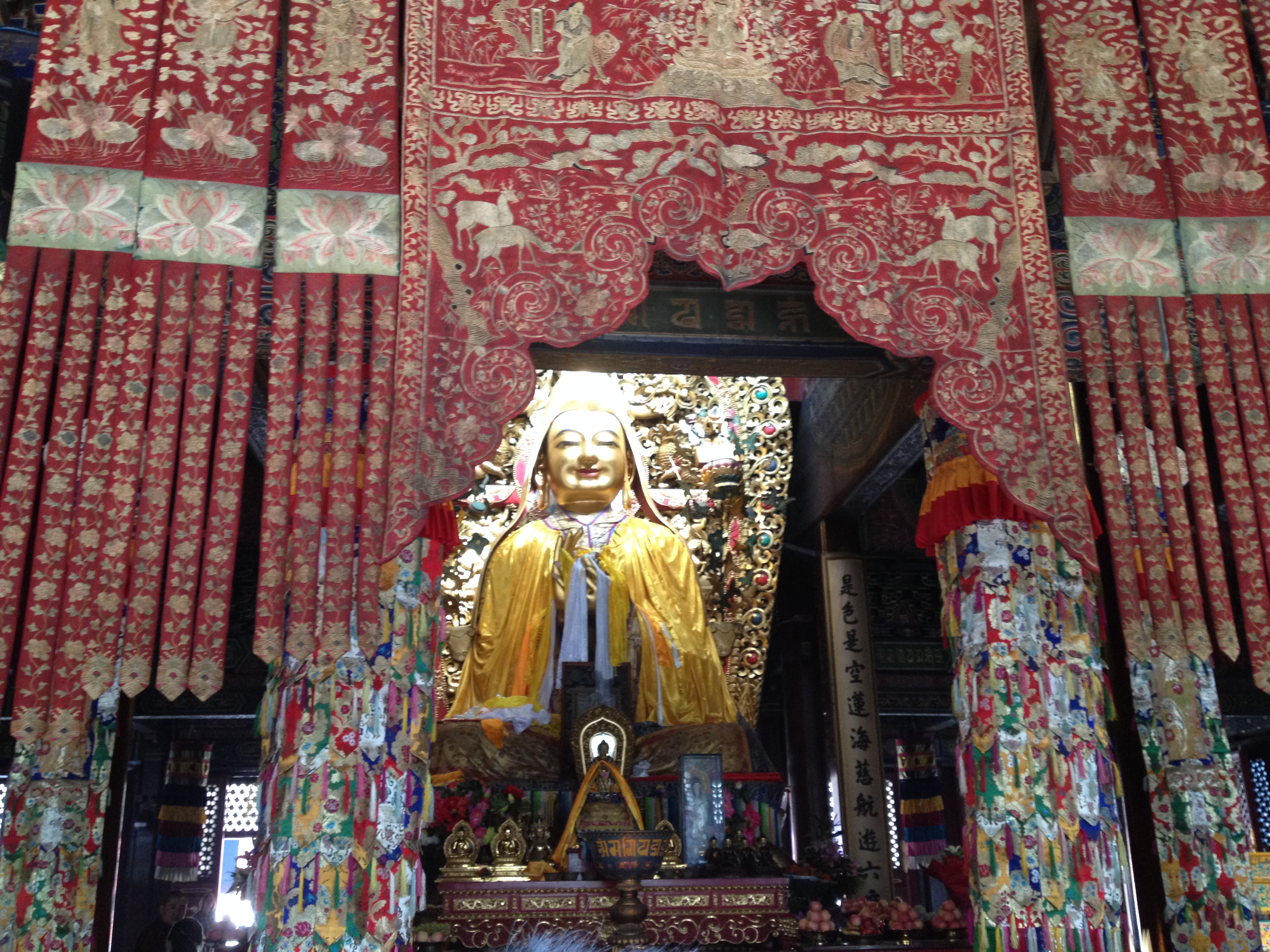
法轮殿内格魯派祖師宗喀巴铜像
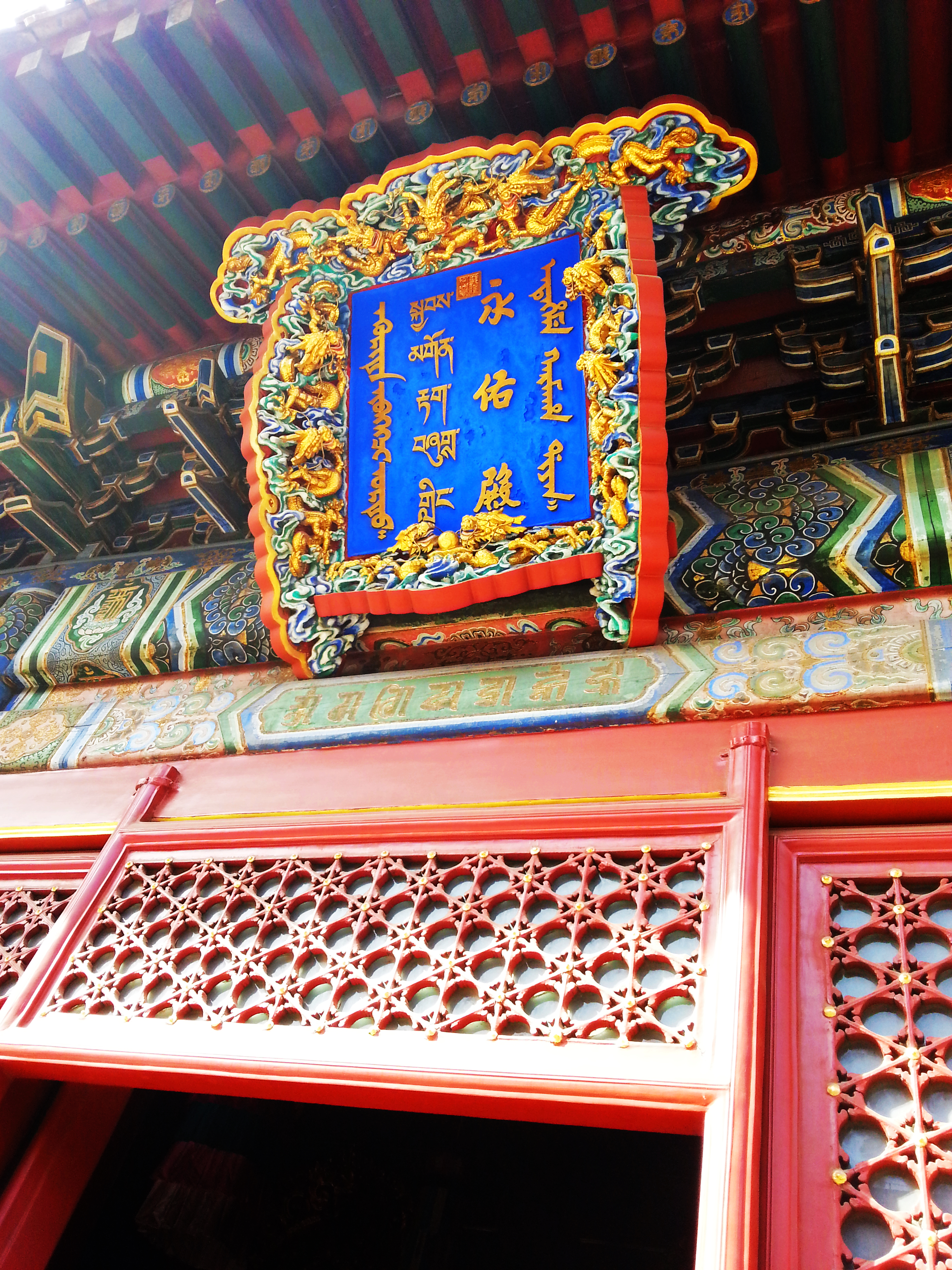
永佑殿匾额
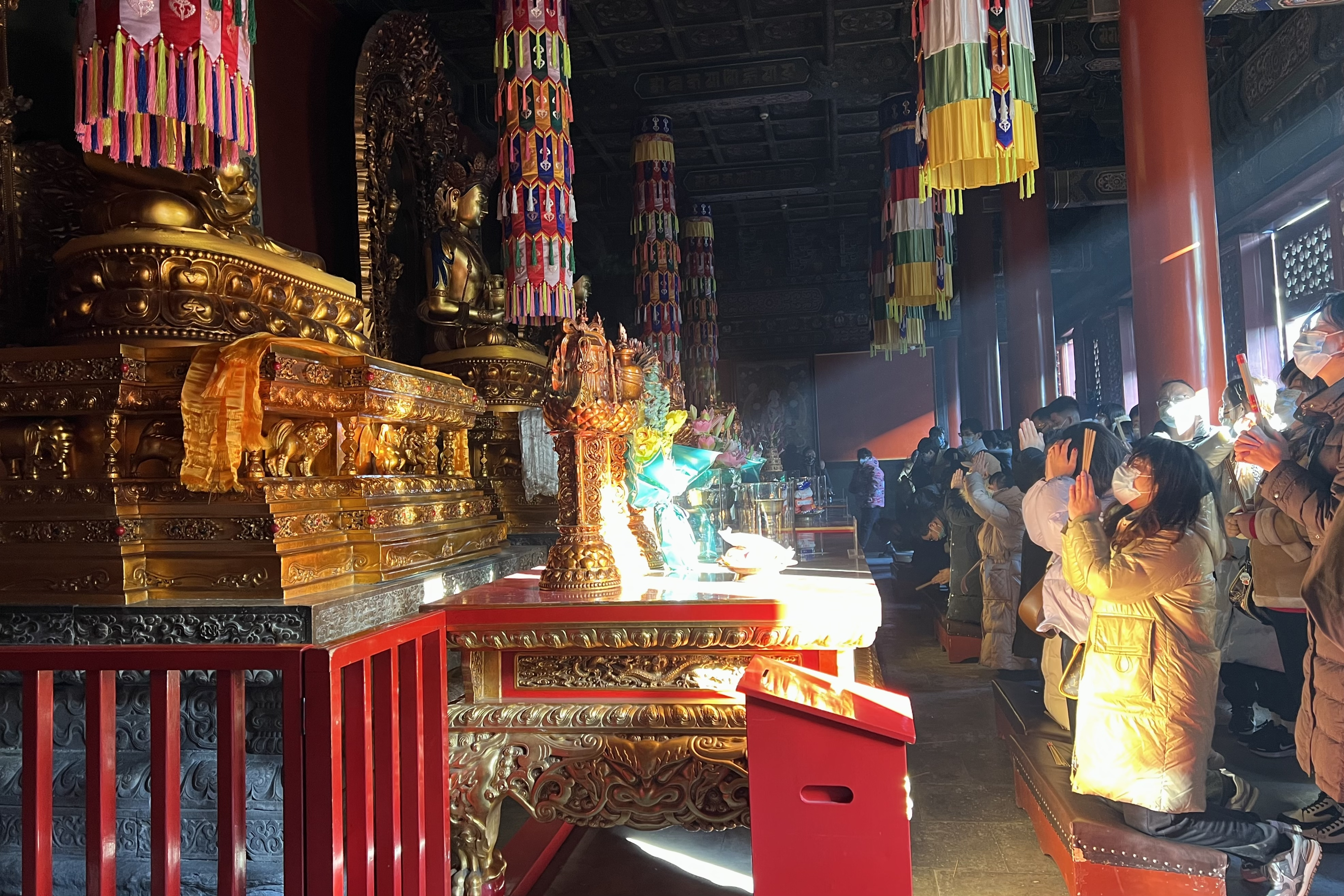
永佑殿内的祈祷者
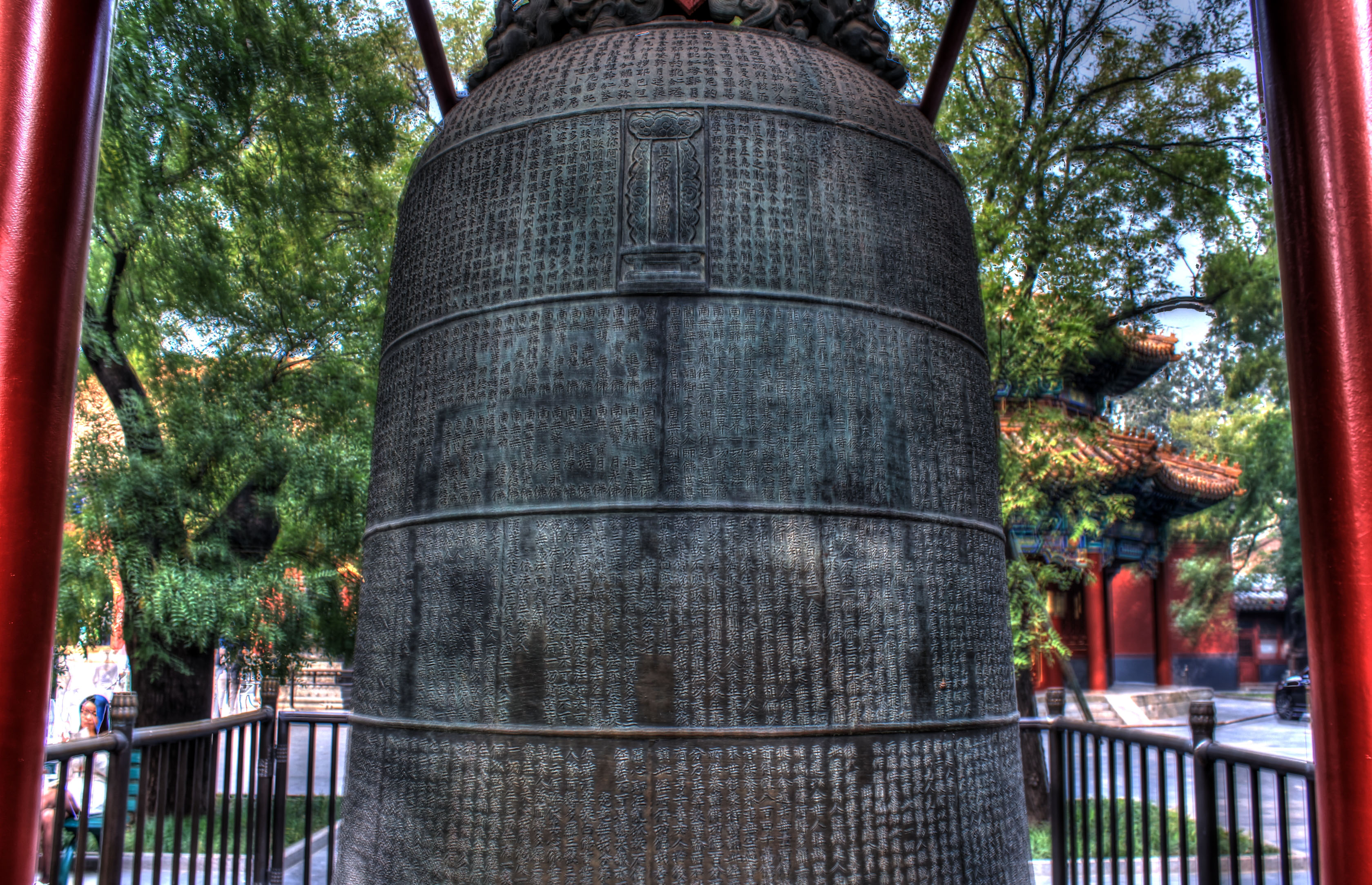
大鐘
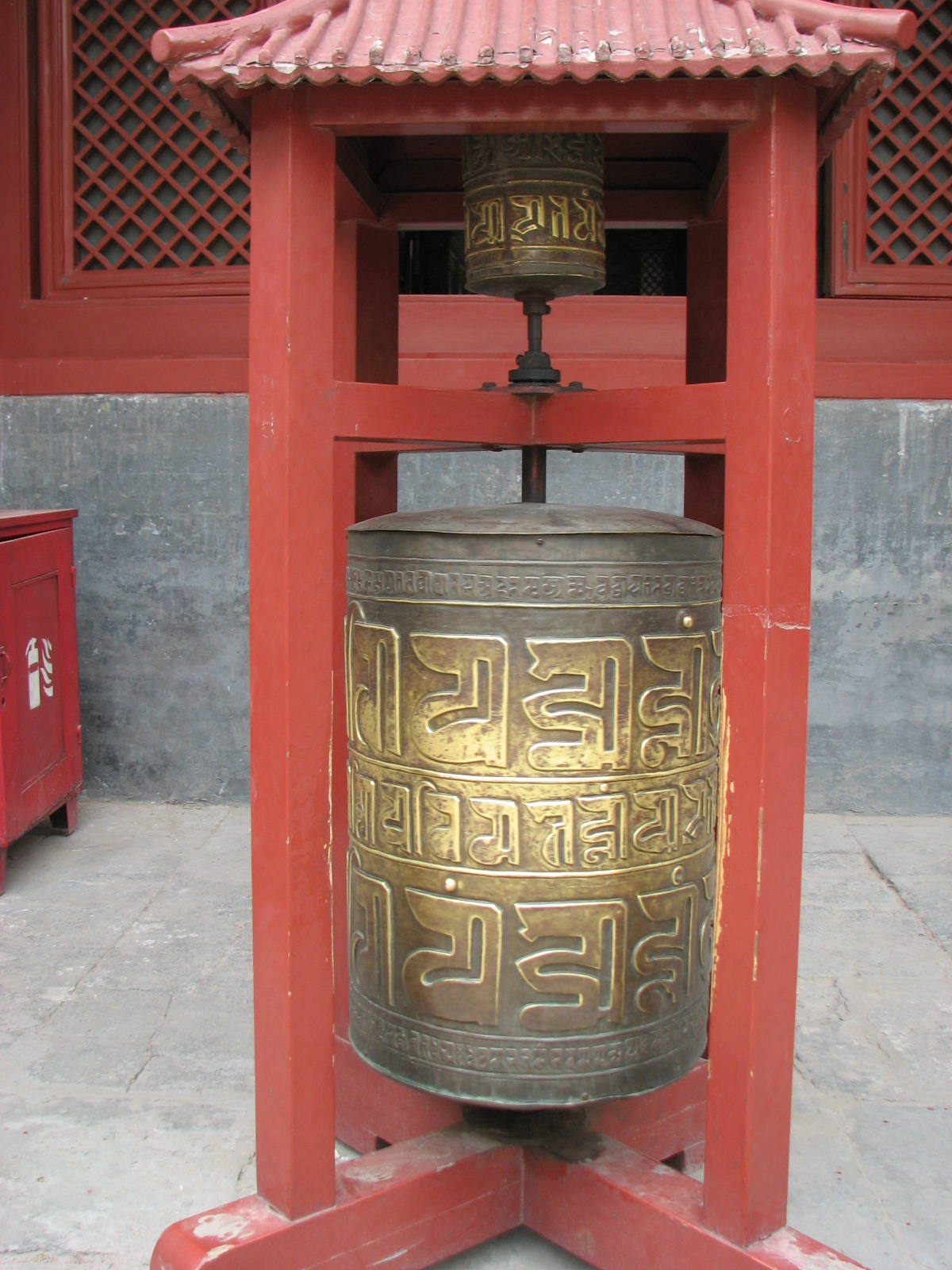
转经轮
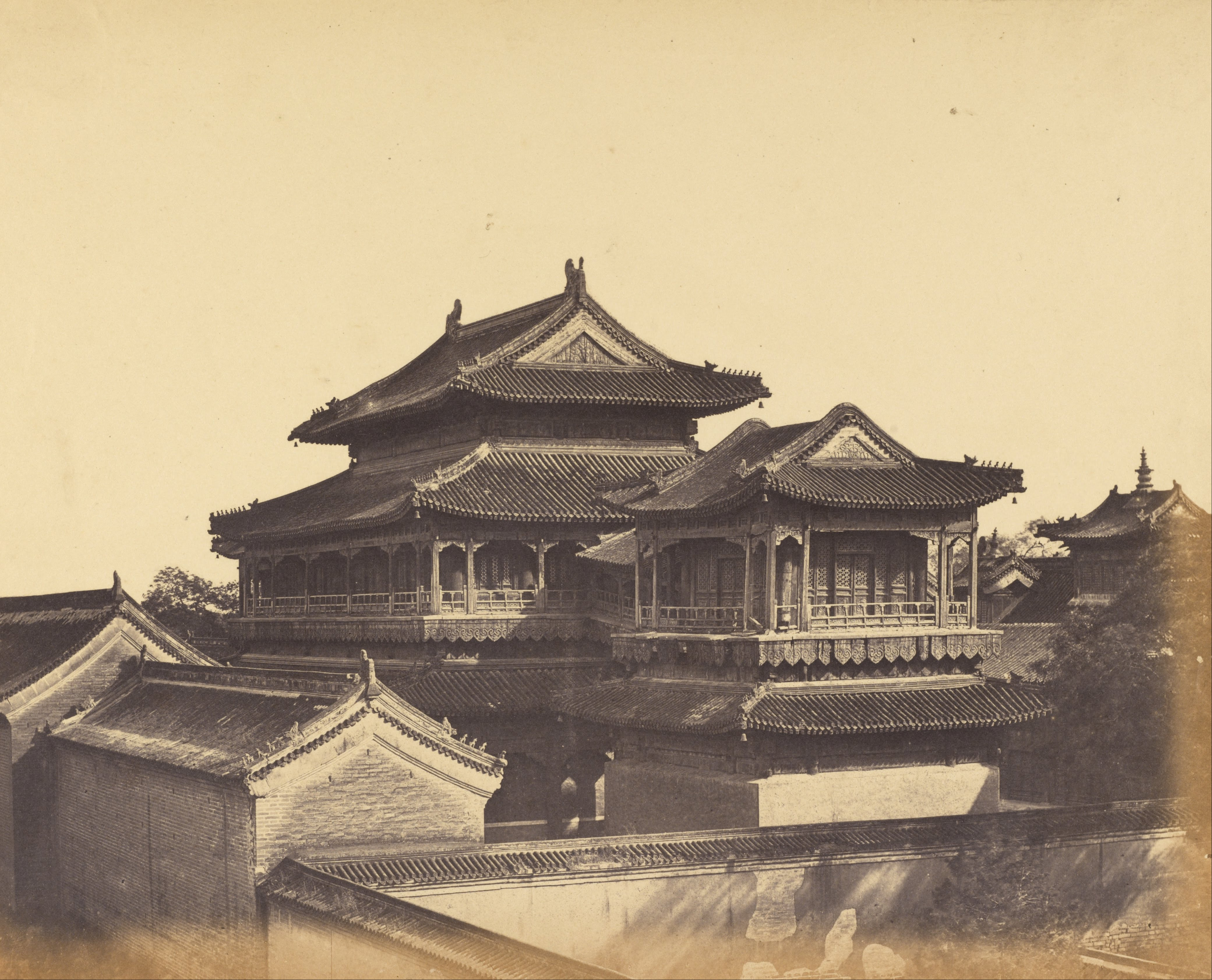
Felice Beato於1860年拍摄的雍和宫
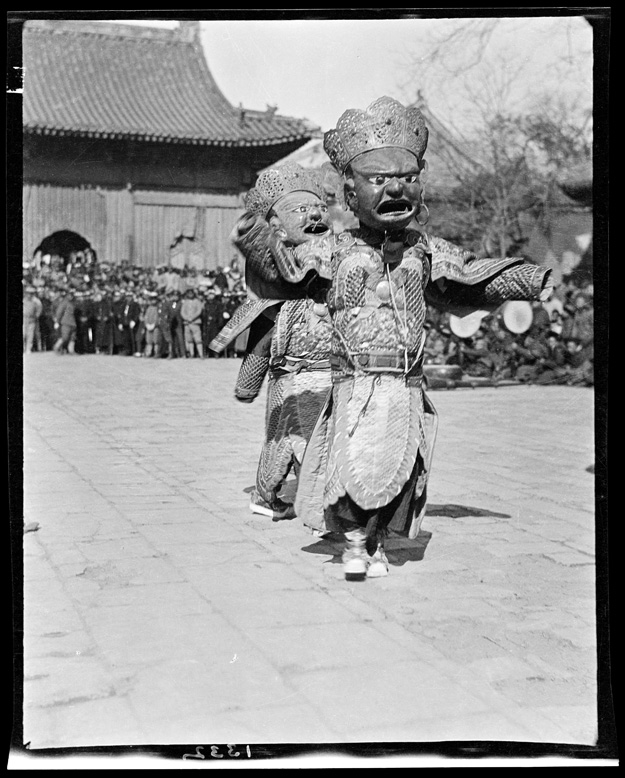
雍和宫的羌姆（英语：Cham dance），摄于1919年

## 展览
1995年，雍和宫获北京市文物局以“雍和宫藏传佛教艺术博物馆”名称登记注册为博物馆。此后，雍和宫长期举办两个展览：在戒台楼内展出《乾隆皇帝与藏传佛教》，展品主要有佛像、法器、朝服、唐卡、金奔巴瓶、图片等；在班禅楼内展出《藏传佛教与雍和宫》，展品主要有佛像、法器、服饰、宗教乐器等。

## 历任负责人

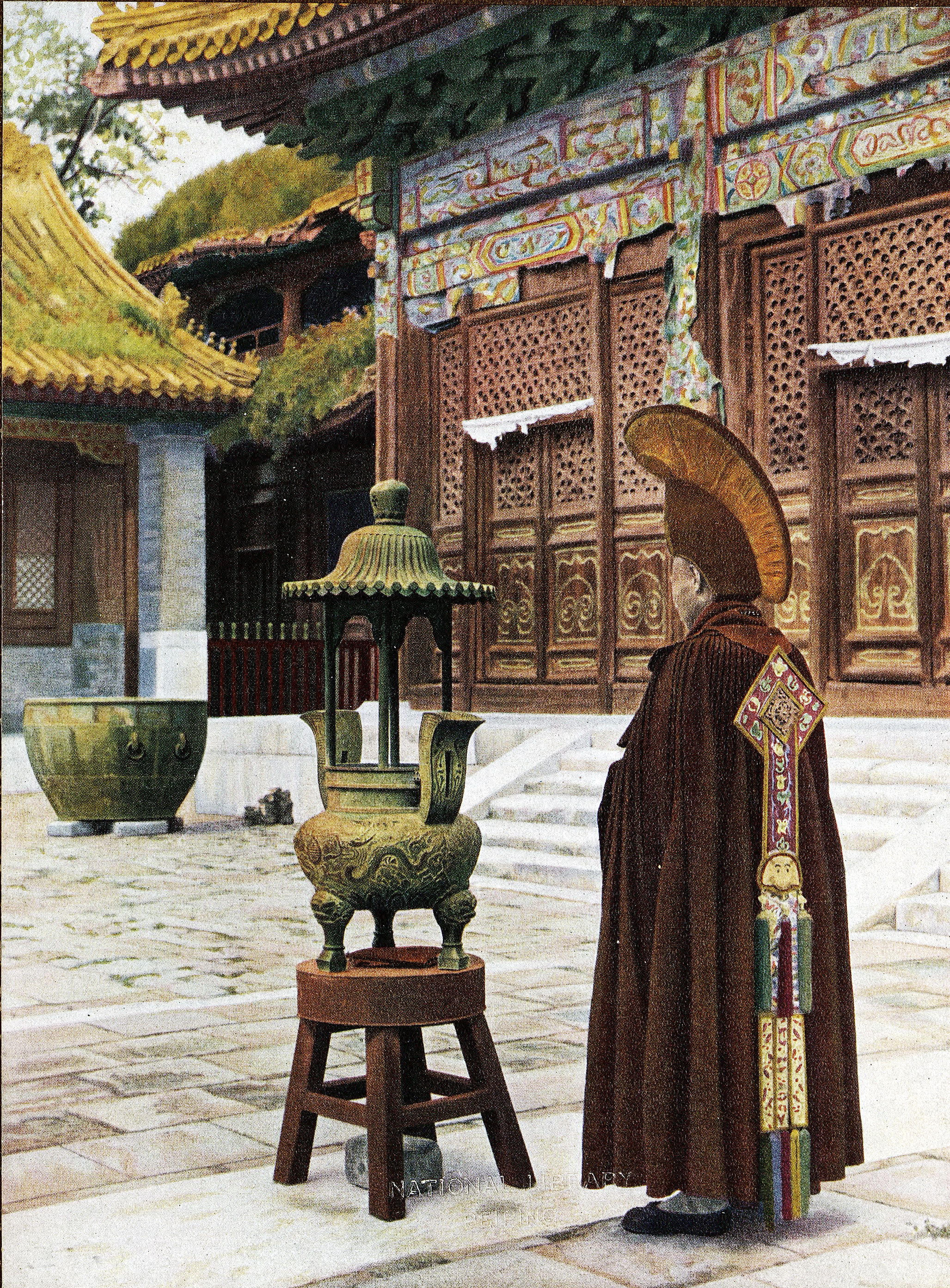
1922年到1927年之间拍摄的喇嘛教之住持

### 行政负责人
雍和宫事务大臣

清朝，雍和宫在行政管理上直属清廷，皇帝派宗室王公任“管理雍和宫事务大臣”，具体事务由理藩院兼管。如遇管理雍和宫事务大臣出缺，由理藩院尚书、左右侍郎联衔开列清单，请旨简派。管理雍和宫事务大臣之下设有“总理雍和宫东书院后佛楼事务大臣”（简称“总理雍和宫大臣”），人数不定，通常从王公或者一、二品文武官员中选派。
蒙藏院兼领雍和宫事务员
1914年，北洋政府蒙藏院出台《管理雍和宫办事细则》。1917年8月，蒙藏院又出台《管理雍和宫办事规则》，规定雍和宫行政管理由蒙藏院兼领雍和宫事务员会同雍和宫的得木齐管理，“蒙藏院兼领雍和宫事务员秉承蒙藏院长官管理该庙全体事务，但是应该由该庙例应呈报喇嘛印务处事件仍由该管庙喇嘛照旧办理。”
管理雍和宫办事处常务委员会
北伐成功后，南京国民政府蒙藏委员会出台《管理雍和宫办事处规则》，打破了由俗人管理雍和宫行政事务的惯例，改由僧人组成管理雍和宫办事处委员会管理。该委员会由常务委员四人（即雍和宫的四位得木齐）、委员八人（由雍和宫僧人推举）组成。日常事务由常务委员会负责。
- 伯云和什克（1930年在任）[8]
- 图布丹多尔吉（1930年在任）[8]
- 雅尔扎布（1930年在任）[8]
- 乌尔吉图（1930年在任）[8]

雍和宫管理处主任
雍和宫管理处为北京市民族事务委员会（北京市宗教事务局）下属的自收自支事业单位。
- ？（？—1992年）
- 常少如（1992年—？）[9]
- 鲍洪飞（2001年—2017年3月24日）

### 教务负责人

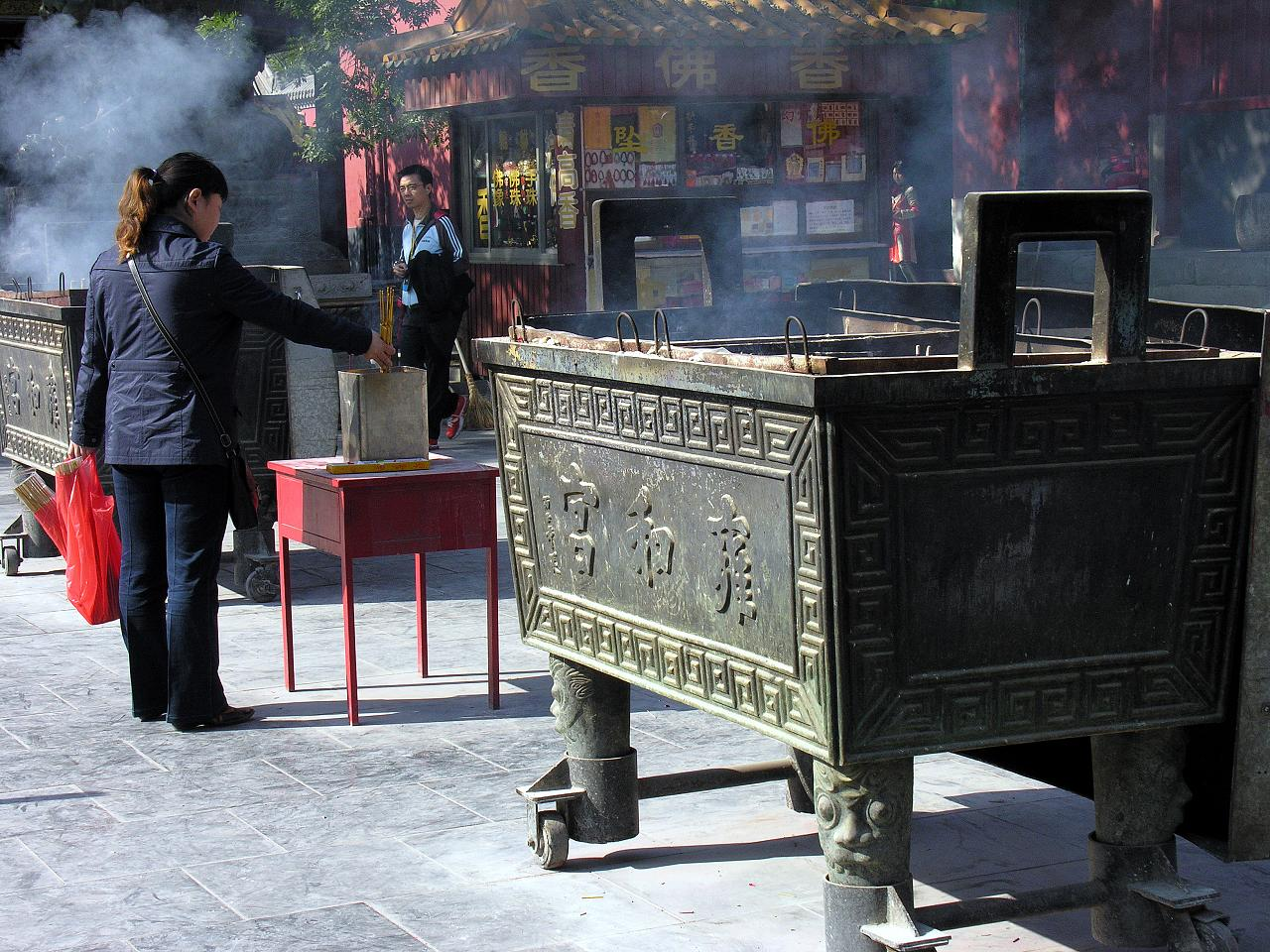
宮前的香爐

附：总管驻京喇嘛印务处掌印扎萨克达喇嘛
清朝，设有“总管驻京喇嘛印务处”，由正、副掌印扎萨克达喇嘛负责，管理京城、东陵、西陵、热河、五台山的藏传佛教寺院（其中包括位于京城的雍和宫），并接待来京的喇嘛。1929年，南京国民政府蒙藏委员会将清朝遗留的位于雍和宫北大门的总管驻京喇嘛印务处改为“北平喇嘛事务处”，1931年10月12日改为“北平喇嘛生计处”，1932年10月1日又改为“北平喇嘛寺庙整理委员会”，负责管理北平、热河等地的喇嘛寺庙。1950年4月24日，中央人民政府内务部在一个训令中称：“前北平喇嘛寺庙整理委员会，为压迫蒙藏少数民族之统治机构，在人民政府成立之后，该会统治特权必须取消。现有少数民族问题，如寺庙财产、嘲嘛生活、学习等问题，交由北京市管理。”1950年6月15日，北京市召开各喇嘛寺庙的喇嘛代表大会，一致通过将“北平喇嘛寺庙整理委员会”改组为“北京市喇嘛寺庙管理委员会”。1958年10月1日，北京市民政局下属的北京市喇嘛寺庙管理委员会改为“北京市喇嘛寺庙管理组”；后来该机构撤销。
- 章嘉·罗桑般殿丹毕蓉梅（北平喇嘛事务处处长；1929年—1931年）[8]
- ？（北平喇嘛生计处处长；1931年—1932年）
- ？（北平喇嘛寺庙整理委员会主任委员；1932年—？）
- 丹巴达扎（北平喇嘛寺庙整理委员会主任委员；1942年—？）
- 伊什噶瓦（北京市喇嘛寺庙管理委员会主任；1950年6月—1956年）
- 噶拉藏（北京市喇嘛寺庙管理委员会主任；1956年—1958年）

管理雍和宫总堪布喇嘛（雍和宫总堪布）
清朝，雍和宫扎萨克喇嘛设立以后，在雍和宫扎萨克喇嘛之上又设了“管理雍和宫总堪布喇嘛”（简称“雍和宫总堪布”），通常由驻京呼图克图担任。
雍和宫扎萨克喇嘛
清朝规定，“京城各庙额设掌印札萨克达喇嘛一缺，副札萨克达喇嘛一缺，札萨克喇嘛四缺……”（《钦定理藩部则例》）。后来又进行了修改，规定“扎萨克喇嘛四缺内，雍和宫专设一缺”。清朝说明此职的人员来源：“京城额设扎萨克喇嘛四缺。雍和宫扎萨克喇嘛一缺，有坐床教习众喇嘛经卷之责，作为唐古忒专缺，以呼图克图、堪布充任。”雍和宫扎萨克喇嘛在理藩院下设的喇嘛印务处领导下，具体负责雍和宫的宗教事务。
- 江贊桑布（1908年—1914年）
- （空缺期）（1914年—1918年）
- 罗桑策殿（罗桑策垫）（1918年9月拉萨三大寺委派、1919年2月到任—1923年8月）[18]
- 棍却仲尼（贡觉仲尼）（1923年8月拉萨三大寺委派、1924年到任—1935年）[19][20]
- 丹巴达扎（1935年拉萨三大寺委派、1936年到任—？）[21]
- （空缺期）（？—1950年）

雍和宫住持
- 伊什噶瓦（代理；1950年6月—1956年9月）[22]
- 噶拉藏（1956年1月中国佛教协会任命、1956年9月到任—1965年8月）
- （空缺期）（1965年8月—1984年7月）

雍和宫庙务管理委员会住持喇嘛
- （空缺期）（1984年7月—1987年）
- 伯雲烏力吉（高全壽）（代理；1987年－1988年2月）
- 伯雲烏力吉（高全壽）（1988年2月－1993年10月）[23]
- 嘉木扬·图布丹（1993年10月－2010年1月）
- 罗布桑·散木丹（胡雪峰）（2010年1月至今）